# Hierarquia da memória

Diagrama da hierarquia de memória de um computador

O termo Hierarquia de memória se refere a uma classificação de tipos de memória em função de desempenho. Essa classificação geralmente segue duas dimensões: tamanho/capacidade e velocidade de acesso, sendo tradicionalmente representada por uma pirâmide.
A base da pirâmide representa dispositivos de armazenamento de massa, de baixo custo por byte e, comparativamente, baixa velocidade de acesso. O preço acessível faz com que esse tipo de armazenamento esteja disponível em grandes volumes. Um exemplo é o DVD.
No topo da pirâmide encontram-se dispositivos extremamente velozes e, ao mesmo tempo, de custo elevado. Exemplo são células de memória 6T usadas na construção de memória cache. Devido ao alto preço, esse tipo de memória é utilizado em pequena quantidade nas máquinas.

## Fazendo uma analogia
Imagine uma pessoa responsável pela execução de algumas tarefas de uma empresa. Este trabalhador fica em sua mesa buscando informações e fazendo contas, assim como um processador. Imagine então que todas as informações estão armazenadas no depósito da empresa. Esse depósito poderemos comparar com um disco rígido no computador. Seria interessante então que este funcionário buscasse os documentos que ele mais utiliza e os deixasse em sua própria sala, dentro de um armário. Este armário pode ser comparado com uma memória RAM. O acesso ao armário é muito mais rápido que o acesso ao depósito.
Tentando melhorar ainda sua produtividade, este mesmo trabalhador poderia guardar em suas gavetas os documentos que ele consulta frequentemente. A gaveta estaria aqui fazendo o papel de uma memória cache L2. Neste acesso o nosso trabalhador nem mesmo precisa se levantar para buscar os dados. Guardada as devidas proporções, é com essa agilidade que computador acessa sua memória cache L2. Como última tentativa de se tornar mais produtivo, esse mesmo trabalhador decide deixar sobre sua mesa algumas folhas que ele precisa ler com maior frequência. Sua mesa seria a cache L1. A menor de todas, por ser apenas uma mesa cara, e a mais rápida.
Por fim, nosso trabalhador guarda algumas informações em sua própria cabeça. Essas são consultadas quase que instantaneamente. Este primeiro nível de armazenamento pode ser comparado com registradores.
É importante observar que a leitura de um dado da memória RAM pode seguir um caminho direto aos registradores da CPU, ao longo do qual cópias serão realizadas nos diferentes níveis de cache. De modo similar, uma instrução OUT pode transferir o conteúdo de um registrador da CPU diretamente a uma porta de saída, para um dispositivo como um disco rígido. Assim, ao contrário do exemplo figurado acima, um dado não necessariamente trafega de nível em nível da hierarquia até chegar ao destino.